# 캔디 (2006년 영화)
《캔디》(영어: Candy)는 오스트레일리아에서 제작된 닐 암필드 감독의 2006년 로맨틱 드라마 영화이다. 애비 코니시, 히스 레저 등이 출연하였고, 마거릿 핑크 등이 제작에 참여하였다.

## 출연진
- 애비 코니시
- 히스 레저
- 제프리 러시
- 톰 버지
- 로버토 메자몬트
- 토니 마틴
- 노니 헤이즐허스트

## 기타 제작진
- 라인 제작: 리비 샤프
- 협력 제작: 이언 캐닝
- 배역: 니키 배럿
- 미술: 로버트 커즌스
- 세트: 리치 데이니
- 의상: 조디 프리드